# Thyonicola americana
Thyonicola americana is een slakkensoort uit de familie van de Eulimidae. De wetenschappelijke naam van de soort is voor het eerst geldig gepubliceerd in 1961 door Tikasingh.